# Travesía (banda)
Travesía es un grupo musical chileno creado por Miguel Tapia, exbaterista de Los Prisioneros. Fusiona variados ritmos latinoamericanos (música caribeña, brasileña, folklórica chilena, mapuche, etc.) con el rock y el tecno-pop.

## Historia
El proyecto nació espontáneamente hacia octubre de 2012, luego de una serie de jam sessions de Miguel Tapia con sus vecinos de Pirque, que también eran músicos experimentados: el bajista cubano Leo Fernández (miembro fundador del conjunto de rock cubano Los 5U4), el guitarrista guatemalteco de ascendencia haitiana Rufino "Choco" Cabrera, y la cantante chilena criada en Brasil Gabriela Pozo.
Tapia, gran admirador de la música folklórica desde su niñez, y de larga trayectoria profesional en el rock (Los Prisioneros) y en el tecno-pop (Jardín Secreto), decidió combinar estos géneros para dar vida a Travesía.
El 27 de octubre de 2014 publicaron su primer disco, Puerto Groove, producido por el sello Chilevisión Música. El álbum incluye los sencillos "Cordillera" y "Se me sale el indio", así como covers de conocidas canciones populares latinoamericanas. La canción "Rupa rupa" (compuesta por Tapia en 1999, al igual que "Se me sale el indio", cuando formaba parte del dúo Razón Humanitaria) contiene samples del guitarrón del legendario payador ciego Santos Rubio, amigo de Tapia y antiguo colaborador de Violeta Parra y Víctor Jara, fallecido en 2011.
El 24 de noviembre de 2016 publicaron su segundo álbum, Pantón, que fue autoeditado por la banda.

## Discografía
| Álbum (año)          | Lista de canciones (compositor) |
| -------------------- | --- |
| Puerto Groove (2014) | 1. "Se me sale el indio" (Tapia) 2. "Cordillera" (Cabrera) 3. "Tirada de tarot" (Fernández, Pozo y Cabrera) 4. "Águas de março" (Tom Jobim) 5. "Rupa rupa" (Tapia) 6. "Chan Chan" (Compay Segundo) 7. "Haití" (Cabrera) 8. "Me voy pa'l pueblo" (Benny Moré) 9. "País tropical" (Jorge Ben Jor) 10. "Morena" (Cabrera) |
| Pantón (2016)        | 1. "Nuestros caminos" 2. "Terciopelo azul" 3. "Cuanto es suficiente" 4. "Por ti, por mí" 5. "Alevosía" 6. "Travesía" 7. "Lentamente" 8. "Lluvia" 9. "Te voy a llevar" |